# Цьосна (Великопольське воєводство)
Цьосна (пол. Ciosna) — село в Польщі, у гміні Стшалково Слупецького повіту Великопольського воєводства.
У 1975-1998 роках село належало до Конінського воєводства.